# Wirtschaftsregion Dnepr
Die Wirtschaftsregion Dnepr (ukrainisch Придніпровський економічний район) ist eine Wirtschafts- und Planungsregion der Ukraine. Zu ihr gehören die Oblast Dnipropetrowsk und die Oblast Saporischschja. Die Region erwirtschaftet etwa 16 % des ukrainischen BIP. Die Region hat einen trizentrischen Aufbau um die großen Agglomerationen Dnipro, Saporischschja und Krywyj Rih.

## Geografie

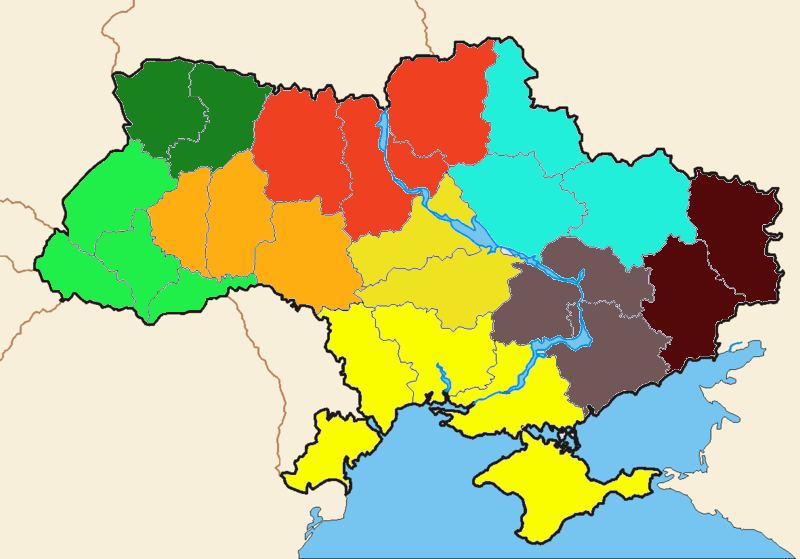
Die Wirtschaftsregion Dnepr ist in Grau dargestellt.

### Lage
Die Region liegt im Südosten der Ukraine und umfasst den vorletzten Abschnitt des Dnepr vor seiner Mündung ins Schwarze Meer und liegt gänzlich auf dem ukrainischen Teil der eurasischen Steppe.
Die Wirtschaftsregion Dnepr grenzt an die Wirtschaftsregionen Nordost im Norden, Zentralukraine im Nordwesten, Donezk im Osten und die Wirtschaftsregion Schwarzes Meer im Südosten und an das Asowsche Meer im Süden.
Landschaftlich grenzt die Region an das Donezbecken im Osten, an das Dneprhochland im Nordwesten, das Dneprtiefland im Nordosten, an die Schwarzmeersenke (ukrainisch Причорноморська низовина) im Südwesten und das Asowsche Hochland und das dahinter gelegene Asowsche Meer im Süden und Südosten.

## Wirtschaft

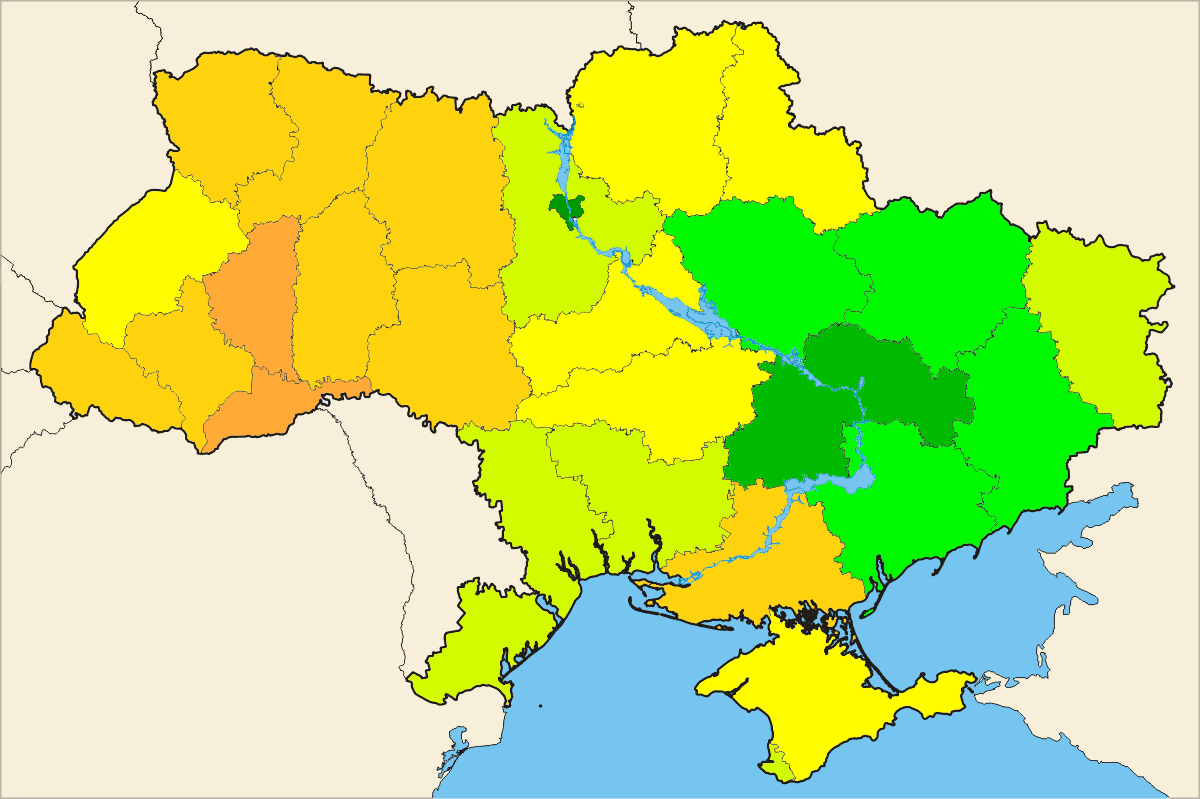
Bruttoregionalprodukt per capita (deutsch pro Kopf) in der Ukraine, 2008 in US$ (nominal).

Die Oblaste der Region gehören gemessen am Bruttoregionalprodukt zu den reichsten Oblasten in der Ukraine mit einem BRP von 5298 US$ in der Oblast Dnipropetrowsk und 3472 US$ in der Oblast Saporischschja. Das gemäßigte Kontinentalklima ergänzt um die mineralhaltige Schwarzerde hat die landwirtschaftliche Entwicklung stark gefördert. Reiche Ressourcenvorkommen innerhalb der Region aber auch die Nähe zum Donezbecken haben zur Entwicklung von Metallurgie, Stahlindustrie, Maschinenbau und sonstiger stromintensiver Industrie geführt. In der Nähe und innerhalb der Wirtschaftsregion befindet sich ein Großteil der Braunkohlereserven im Dneprbecken (ukrainisch Дніпровський буровугільний басейн), 80 % der ukrainischen Eisenerzvorkommen im Eisenerzgebiet Bilozerski (ukrainisch Білозерський залізорудний район) und im Krywbass, 25 % der Steinkohle im westlichen Teil des Donezbecken (äußerster Osten der Oblast Dnipropetrowsk) sowie große Teile der Manganreserven und -produktion der Ukraine im Nikopolsker Manganbecken um Nikopol (ukrainisch Нікопольський марганцевий басейн). Allein in der Oblast Dnipropetrowsk werden 40 verschiedene Arten von Rohstoffen abgebaut, darunter Uran (hauptsächlich um Schowti Wody) und Buntmetalle. es gibt Vorkommen von seltenen Mineralen wie Anduoit, Kaolin, Rutil und von Zirconium. Die Nichteisenmetallurgie ist mit der Aluminium-, Titan- und Magnesiumindustrie in und um Saporischschja vorhanden. Es gibt eine ausgeprägte Chemieindustrie.

## Bevölkerung
In der Wirtschaftsregion leben (Stand: 2001) etwa 5.496.800 Millionen Menschen, bei einer durchschnittlichen Bevölkerungsdichte von 92.92 Einwohnern/km². Dabei entfallen 3.567.600 Millionen Menschen auf die Oblast Dnipropetrowsk, was einer Bevölkerungsdichte von 112 Einwohner/km² entspricht. Die Oblast Saporischschja hat 1.929.200 Einwohner bei einer Bevölkerungsdichte von 71 Einwohnern/km². Die Wirtschaftsregion beheimatete 2001 etwa 11 % der Gesamtbevölkerung der Ukraine, bei einer um etwa 13 Einwohner/km² höheren Bevölkerungsdichte als in der Gesamtukraine.

### Städte
Nachfolgend die 15 größten Städte der Wirtschaftsregion Dnepr.
| Stadt (Russischer Name in Klammern falls abweichend) | Oblast                | Ukrainischer Name | Russischer Name | Einwohner 1. Januar 2006 |
| ---------------------------------------------------- | --------------------- | ----------------- | --------------- | ------------------------ |
| Dnipro (Dnepr)                                       | Oblast Dnipropetrowsk | Дніпропетровськ   | Днепропетровск  | 1.047.347                |
| Saporischschja (Saporoschje)                         | Oblast Saporischschja | Запоріжжя         | Запорожье       | 794.687                  |
| Krywyj Rih (Kriwoi Rog)                              | Oblast Dnipropetrowsk | Кривий Ріг        | Кривой Рог      | 692.181                  |
| Kamjanske (Kamenskoje)                               | Oblast Dnipropetrowsk | Кам'янське        | Каменское       | 247.821                  |
| Melitopol                                            | Oblast Saporischschja | Мелітополь        | Мелитополь      | 158.883                  |
| Nikopol                                              | Oblast Dnipropetrowsk | Нікополь          | Никополь        | 130.396                  |
| Berdjansk                                            | Oblast Saporischschja | Бердянськ         | Бердянск        | 118.707                  |
| Pawlohrad (Pawlograd)                                | Oblast Dnipropetrowsk | Павлоград         | Павлоград       | 112.594                  |
| Nowomoskowsk                                         | Oblast Dnipropetrowsk | Новомосковськ     | Новомосковск    | 70.196                   |
| Enerhodar (Energodar)                                | Oblast Saporischschja | Енергодар         | Энергодар       | 54.402                   |
| Schowti Wody (Scholtije Wody)                        | Oblast Dnipropetrowsk | Жовті Води        | Жёлтые Воды     | 50.201                   |
| Marhanez (Marganez)                                  | Oblast Dnipropetrowsk | Марганець         | Марганец        | 48.723                   |
| Pokrow                                               | Oblast Dnipropetrowsk | Орджонікідзе      | Орджоникидзе    | 42.841                   |
| Tokmak                                               | Oblast Saporischschja | Токмак            | Токмак          | 34.471                   |
| Terniwka (Ternowka)                                  | Oblast Dnipropetrowsk | Тернівка          | Терновка        | 29.136                   |

## Verkehr und Infrastruktur

### Flugverkehr
Die Region besitzt 4 Flughäfen, den Flughafen Dnipro und den Flughafen Krywyj Rih in der Oblast Dnipropetrowsk sowie die Flughäfen Saporischschja und Berdjansk in der Oblast Saporischschja. Damit kommt die Region auf etwa 500.000 Millionen Flugreisende im Jahr.

### Zugverkehr
Die Eisenbahnen der Region werden von der Prydniprowska Salisnyzja mit ihren drei Direktionen in Dnipro, Krywiyj Rih und Saporischschja betrieben, darüber hinaus betreibt die Prydniprowska Salisnyzja auch den Eisenbahnverkehr in der Autonomen Republik Krim mit der Direktion in Simferopol sowie Teile der umliegenden Oblaste.

### Häfen
Die Region hat drei Häfen, davon zwei Binnenhäfen in Dnipround Saporischschja und einen Seehafen in Berdjansk am Asowschen Meer.

### Fernverkehr
Durch die Region verlaufen die drei Europastraßen   – sie verläuft quer durch die Oblast Dnipropetrowsk –,  , die hauptsächlich am Asowschen Meer in der Oblast Saporischschja verläuft, und  , die die E50 in der Nähe von Dnipro kreuzt und weiter nach Süden durch Saporischschja in Richtung Krim verläuft.